# Никола Калинич (баскетболіст)
Никола Калинич (серб. Никола Калинић, нар. 8 листопада 1991) — сербський баскетболіст, срібний призер Олімпійських ігор 2016 року.

## Виступи на Олімпіадах
| Олімпіада           | Дисципліна | Місце |
| ------------------- | ---------- | ----- |
| Ріо-де-Жанейро 2016 | баскетбол  | 2     |